# 69% Unplugged – Live
69% Unplugged – Live este un album înregistrat live în studio de formația Holograf și lansat în anul 1996 la casa de discuri Zone Records. Conține piese reorchestrate în manieră acustică, ce au apărut în variantele electrice pe albumele precedente realizate de trupă. Din acest punct de vedere, materialul de față are caracteristica unui „best of”. Odată cu acest proiect, Holograf începe colaborarea cu Marius Bațu (care completează piesele cu a doua chitară acustică plus voce secundară) și cu Mihai Coman (aici doar în calitate de inginer de sunet, ulterior și în postura de muzician colaborator la clape, chitară, voce).
Apărut într-o perioadă de tranziție stilistică pentru trupă, 69% Unplugged a reprezentat un succes de vânzări, Holograf revenind astfel în atenția publicului. Prin intermediul acestui disc, unii ascultători au descoperit muzica formației, hiturile mai vechi beneficiind practic de o viață nouă. Ca urmare, la un an de la lansarea inițială, apare pe piață ediția a doua, la Roton. Albumul este reeditat și în 2001, de data aceasta la casa de discuri MediaPro Music, într-o prezentare grafică diferită. În continuarea acestui proiect acustic, în 2011 apare pe piață Patria Unplugged (CD audio și DVD), cu un alt set de piese, aparținând perioadei începute odată cu albumul Supersonic (1998).

## Lista pieselor
1. Vreau să te văd zâmbind (de pe Holograf Patru)
2. Balada controlorului (de pe Holograf 1)
3. Singur pe drum (de pe Holograf 2)
4. Visul meu din zori (de pe Holograf III)
5. Simona (de pe Stai în poala mea)
6. Spune pe bune (de pe Banii vorbesc)
7. Mafia (de pe Banii vorbesc)
8. Te voi iubi (de pe Holograf III)
9. Mama (de pe Stai în poala mea)
10. Ochii tăi (de pe Holograf III)
11. Umbre pe cer (de pe Holograf 2)
12. M-am săturat (de pe Stai în poala mea)
13. O să fie bine (de pe Stai în poala mea)
14. Banii vorbesc (de pe Banii vorbesc)
15. Stai în poala mea (de pe Stai în poala mea)

Muzică: Holograf (1, 3-15); Mihai Pocorschi (2, 3, 11)
Versuri: Holograf (1, 4-10, 12-15); Mihai Pocorschi (2, 3, 11)

## Personal
- Dan Bittman – solist vocal
- Romeo Dediu – chitară acustică, voce
- Iulian Vrabete – chitară bas, voce
- Tino Furtună – pian, voce
- Edi Petroșel – baterie, voce

Au colaborat:
- Marius Bațu – chitară acustică, voce
- Eugen Drăgoi – trompetă la piesa „M-am săturat”

Înregistrări muzicale efectuate live în Studio Martin, București, 5 noiembrie 1996, cu sprijinul studioului mobil Magic Sound. Sonorizare sală: Stage Expert. Inginer de sunet înregistrare: Mihai Coman. Inginer de sunet sală: Claudiu Ionescu. Mixaje și procesare: Frank Sievert și Mihai Coman la studioul Magic Sound, București. Masterizare: Frank Sievert la studioul ILS Mastering & Recording, Essen (Germania). Fotografii: Irina Prosan. Grafică: Iulian Vrabete, Relu Bițulescu și Codruț Bendovski (ediția 1996), Marius Roșiu (ediția 2001).

## Legături externe
- Albumul 69% Unplugged – Live pe Spotify
- Albumul 69% Unplugged – Live pe Deezer